# Sander Berge
Sander Gard Bolin Berge (ur. 14 lutego 1998 w Bærum) – norweski piłkarz grający na pozycji pomocnika w angielskim klubie Burnley oraz w reprezentacji Norwegii.

## Kariera klubowa
Jest wychowankiem Asker Fotball, w którego seniorskim zespole grał w latach 2014–2015. W lutym 2015 został piłkarzem Vålerengi Fotball. W rozgrywkach Eliteserien zagrał po raz pierwszy 11 lipca 2015 w wygranym 2:0 meczu z Sandefjord Fotball.
2 stycznia 2017 odszedł za 2 miliony euro do belgijskiego KRC Genk. Dobra gra w klubie przełożyła się na zainteresowanie wielu europejskich klubów. Ostatecznie, 30 stycznia 2020, przeszedł za 21,5 miliona euro do angielskiego Sheffield United. Swój pierwszy mecz w Premier League rozegrał 1 lutego 2020 przeciwko Crystal Palace.

## Kariera reprezentacyjna
W reprezentacji Norwegii zadebiutował 26 marca 2017 w przegranym (0:2) meczu z Irlandią Północną, rozegranym w ramach eliminacji do mistrzostw świata.
5 września 2019, zdobył swojego pierwszego gola w reprezentacji Norwegii w spotkaniu przeciwko Malcie w ramach eliminacji do Mistrzostw Europy 2020.